# Новосёлковский сельсовет (Витебская область)
Новосёлковский сельсовет (бел. Навасёлкаўскі сельсавет) — административная единица на территории Поставского района Витебской области Белоруссии. Административный центр — агрогородок Новосёлки.

## История
20 июня 2008 года были упразднены деревни Короли, Кривой Мост, хутор Лавриново, 23 марта 2012 года — деревня Ломижино. Также были упразднены хутора Бульбуново и Скворцово. В 2018 году — деревня Липовка.

## Состав
Новосёлковский сельсовет включает 48 населённых пунктов:
- Барсучий Мох — хутор.
- Богданово — хутор.
- Вешторты — деревня.
- Волки — деревня.
- Вороны — деревня.
- Гавриловичи — деревня.
- Гинево Большое — деревня.
- Гинево Малое — деревня.
- Грейтево — деревня.
- Дащинки — деревня.
- Ельняки — деревня.
- Железовщина — деревня.
- Жилинские — деревня.
- Жуки — деревня.
- Заболотье — деревня.
- Каменка — деревня.
- Карповичи — деревня.
- Кебнёво — деревня.
- Ковали — деревня.
- Ковзаны — деревня.
- Кролики — деревня.
- Курды — деревня.
- Курсевичи — деревня.
- Лукашово — деревня.
- Лучай — деревня.
- Манченяты — деревня.
- Марьянполье — деревня.
- Мацуры — деревня.
- Надозерье — деревня.
- Новосёлки — агрогородок.
- Ожарцы — деревня.
- Погорцы — деревня.
- Промышляды — деревня.
- Пуховка — деревня.
- Ровы — деревня.
- Рудевичи — деревня.
- Рыльки — деревня.
- Саропоны — деревня.
- Симоны — деревня.
- Скворцово — деревня.
- Слобода — деревня.
- Соколы — деревня.
- Соловьиха — деревня.
- Тешелово — деревня.
- Франополь — деревня.
- Шинавщина — деревня.
- Юхново — хутор.